# 逯杲
逯杲（？—1461年），安平人。明朝官吏，官至錦衣衛指揮同知，死後追封為錦衣衛指揮使。

## 生平
逯杲以錦衣衛校尉成為都指揮使掌衛事門達和指揮劉敬的心腹，隨從「奪門之變」。明英宗朱祁鎮復辟後大治奸黨，逯杲綁住錦衣衛百戶楊瑛，說他是張永的親屬，他還在朝廷上抓住劉勤，上奏說他誹謗朱祁鎮，結果這兩人都被誅殺。逯杲得楊善的推薦，被授予錦衣衛百戶，後以捕妖賊之功，晉升為副千戶。又得曹吉祥的推薦，升為指揮僉事。朱祁鎮因逯杲倔強勇猛，很重用他，逯杲於是刺取群臣的細小過失來迎合朱祁鎮的旨意。英國公張懋、太平侯張瑾、外戚會昌侯孫繼宗兄弟都侵奪官田，逯杲上奏彈劾，迫使他們還田於官府。張懋等人都服罪才罷休。石亨仗着受朱祁鎮寵愛而多行不法之事，朱祁鎮漸漸厭惡他，逯杲立即刺探石亨的不法之事。石亨的侄子石彪有罪入獄，逯杲受命赴大同押解他的黨羽都指揮朱諒等七十六人。逯杲趁機揭發石彪的弟弟石慶其他罪行，牽連到的人都被判罪，逯杲升為指揮同知。第二年他又上奏石亨怨望不滿，心懷不軌，石亨被下獄而死。有詔書說全部革去「奪門」之功，門達、逯杲說：「臣等都是特恩，並非是因石亨之故得以起用。」朱祁鎮頒優詔讓他們留任，而因逯杲揭發石亨的奸狀，更加倚重他。
逯杲勢力進一步膨脹，已出於門達之上。他上奏要派校尉四處刺探，文武大吏、富家高門多向他進獻妓樂貨財，以求獲免，連親藩郡王也不例外。沒有送來賄賂的人逯杲就抓住交給門達，嚴刑逼供成獄。天下朝覲官員大半遭到譴責，一人被逮捕，數個大家族立即破產。四方的一些奸民詐稱是校尉，乘坐驛車縱橫不法，無所顧忌。彭城伯張瑾借葬妻稱病不上朝，而與諸公侯在家中飲酒。逯杲上奏彈劾，張瑾幾乎獲重罪。逯杲所派的校尉誣陷寧府弋陽王朱奠壏母子亂倫，朱祁鎮派官前往調查，事已查清，靖王朱奠培等人也說此事沒有證據。朱祁鎮怒責逯杲，逯杲卻堅持自己的意見，結果朱祁鎮竟將朱奠監母子賜死。當抬屍出來時，天降雷雨，平地水深數尺，人們都認為此事冤枉。指揮使李斌曾陷害殺死弘農衛千戶陳安，被陳安的家人投訴，朱祁鎮交由巡按御史邢宥複審，石亨曾囑咐邢宥減輕李斌的罪行。此時有一位校尉說：「李斌一向藏有妖書，說他的弟弟李健應當有大位，想暗中勾結外番為石亨報仇。」逯杲將此事上報，將李斌投進錦衣衛監獄，門達判處李斌犯謀反之罪。朱祁鎮兩次命廷臣會審，他們都怕逯杲而不敢為他平反。李斌兄弟被處以極刑，牽連而死的有二十八人。
逯杲本由石亨、曹吉祥得以進用，他先攻擊石亨致死，又上奏曹吉祥和其侄子曹欽的陰謀，曹吉祥、曹欽非常怨恨他。天順五年(1461)七月，曹欽造反，衝進逯杲家中殺了他，取下他的首級而去。亂事平息後，逯杲追贈為指揮使，給他的兒子指揮僉事的俸祿。